# José Sanjurjo
José Sanjurjo (ur. 28 marca 1872 w Pampelunie, zm. 20 lipca 1936 w Estoril, Portugalia) – hiszpański generał. Wraz z generałami Franciskiem Franco i Emiliem Molą twórca planu zbrojnego powstania przeciw rządowi Frontu Ludowego w lipcu 1936.

## Życiorys
W 1927 roku otrzymał tytuł szlachecki „Markiza Rifu”.
Monarchista, przeciwnik Drugiej Republiki Hiszpańskiej proklamowanej w 1931 roku, w sierpniu 1932 roku poprowadził zamach stanu znany jako la Sanjurjada. Władze łatwo stłumiły rebelię i początkowo skazały Sanjurjo na śmierć, lecz następnie zamieniły mu wyrok na dożywocie. Rząd Alejandro Lerroux – utworzony po wyborach powszechnych w 1933 roku – ostatecznie ułaskawił go w 1934 roku.
Na wygnaniu w Portugalii brał udział w spisku wojskowym mającym na obalenie Republiki latem 1936 roku. Po częściowo udanym przewrocie niektórzy spodziewali się widzieć Sanjurjo jako naczelnego dowódcę frakcji nacjonalistycznej, lecz ten zginął w katastrofie lotniczej trzeciego dnia wojny, podczas powrotu do Hiszpanii. Wybrał lot małym, przeciążonym samolotem, ponieważ pilotem był jego przyjaciel. Podejrzewano zamach, ale nigdy go nie udowodniono. Inną często powtarzaną jest teorią o jego śmierci jest ta głosząca, że przyczyną przeciążenia było zabranie na pokład przez Sanjurjo zbyt dużej liczby mundurów z medalami wojskowymi.